# میرزا ترسون‌زاده
میرزا تُرسون‌زاده (به فارسی تاجیکی: ‎Мирзо Турсунзода‏) (۲ مه ۱۹۱۱ – ۲۴ سپتامبر ۱۹۷۷) از شاعران و سیاست‌مداران برجسته کشور تاجیکستان بود.
ترسون‌زاده امروزه در تاجیکستان به عنوان قهرمان ملی شناخته می‌شود و چهره او بر روی اسکناس‌های یک سامانی نگاشته شده‌است.
ترسون‌زاده برجسته‌ترین و با نفوذترین شاعر تاجیک در اتحاد جماهیر شوروی به‌شمار می‌آمد. شهر ترسون‌زاده به افتخار او نام‌گذاری شده‌است.

## کار و تأثیر
میرزا ترسون‌زاده به مدت ۳۱ سال ریاست اتحادیه نویسندگان تاجیکستان را بر عهده داشت. و با تلاش او جشن نوروز دوباره در تاجیکستان رسمیت یافت.
وی بارها برندهٔ جوایز بزرگ ادبی شد، از جمله: جایزهٔ دولتی استالین در ۱۹۴۸م؛ جایزه ادبی لنین در ۱۹۶۰م؛ جایزه دولتی رودکی تاجیکستان در ۱۹۶۳م؛ جایزه بین‌المللی جواهر لعل نهرو در ۱۹۶۸م.
ترسون‌زاده به کار ترجمه نیز دست زد و آثاری از پوشکین و شفچنکو را به فارسی تاجیکی برگرداند.
شعرهای میرزا ترسون‌زاده از معدود سروده‌های تاجیکان بود که توانست از مرزهای شوروی عبور کند و به افغانستان نیز برسد. «همین کافی است» یکی از شعرهای میرزا ترسون‌زاده است که احمد ظاهر، خواننده افغان در دهه ۷۰ آن را خوانده‌است.
سال ۱۹۴۷ میرزا ترسون‌زاده به هیئت نمایندگی شورای عالی اتحاد شوروی پذیرفته شد و در آن سال در گروه حزب کمونیست به اولین کنفرانس کشورهای آسیایی به هند سفر کرد. وی می‌گوید که بعد از آن بود که موضوع «شرق آزاد» در اندیشه او نقش مهمی پیدا کرد.
دیوان «شرق آزاد» که میرزا ترسون‌زاده پس از سفر خود به هند نوشت، به عمده‌ترین زبان‌های شرقی ترجمه شد.

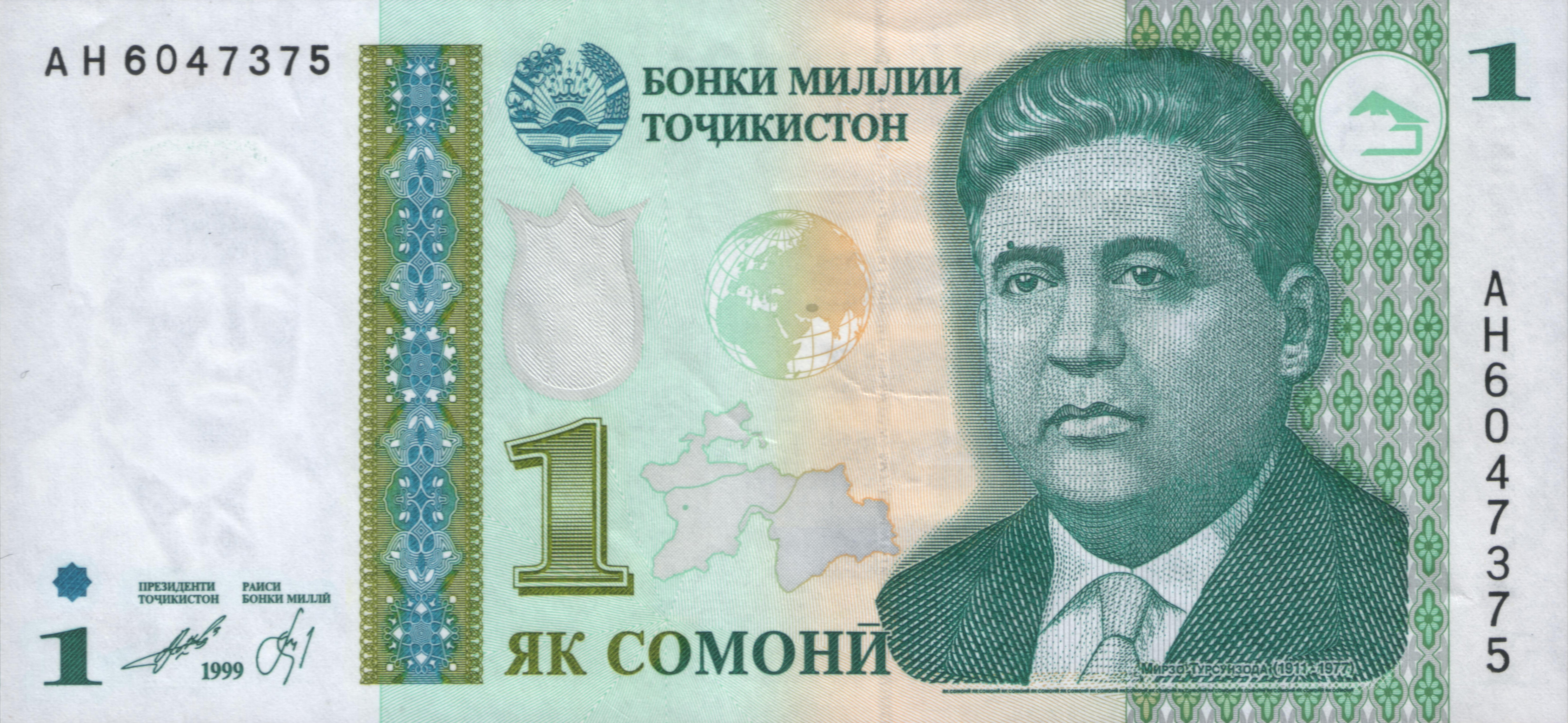
چهره میرزا ترسون‌زاده بر روی اسکناس یک سامانی.

## نمونه اشعار
شعر «دوستان را گم مکن»:
| تا توانی دوستان را گم مکن     |  | دوستانِ مهربان را گم مکن      |
| گر جهان بی دوست بودن مشکل است |  | مشکل‌ آسانْ‌ کُن‌، کَسان را گم مکن |
| دوست را از دوست جانم، فرق کن  |  | دوستِ پیوندِ جان را گم مکن     |
| چشمه‌ٔ الهامِ ما خلق است و بس    |  | خلقِ مشهورِ جهان را گم مکن     |
| زینتِ باغ از گُلِ خندان بود      |  | مثلِ گل، خندان‌لبان را گم مکن  |
| دوست آید گرم در آغوش گیر      |  | رسمِ خوبِ تاجیکان را گم مکن    |
| خلقِ عالم دوست با ما گشته است  |  | وحدتِ خلقِ جهان را گم مکن      |

پاره‌ای از شعر «جان شیرین»:
| جانِ شیرین انقدر جنگم مکن      |  | انقَدَر بیهوده دلتنگم مکن        |
| گشته‌گشته در سفر بازآمدم       |  | باز در نزدت به پرواز آمدم      |
| هر کجا که خواب کردم، خویستم   |  | هر کجا که بود جایی، زیستم      |
| این دلِ من منزلِ یادِ تو بود     |  | یادِ رویِ حُسن‌آبادِ تو بود         |
| بی تو نگذشت از گلویم آب هم    |  | بی تو در چشمم نیامد خواب هم    |
| بی تو هر یک روزِ من، یک سال شد |  | بی تو دل گشت کرد، چون اطفال شد |
| لیک در پیشِ نظر رویِ تو بود     |  | جلوه‌های چشم و ابروی تو بود     |
| جانِ شیرین پس دگر جنگم مکن     |  | انقدر بیهوده دلتنگم مکن        |
| نیستم مثل پدرهای دگر          |  | در برِ فرزندها، شام و سحر       |
| چهار گردد چشم آن‌ها در رهم     |  | گم زند دل‌های آن‌ها دم‌به‌دم       |
| کو پدر گوید اگر فرزند ما      |  | می‌نمایی تو به سوی در نگاه      |

شعری در جایگاه زن:
| زن اگر آتش نمیشد، خام می‌‌ماندیم ما   |  | نورسیده باده‌ی در جام می‌ماندیم ما   |
| زن اگر ما را نمی‌بخشید عمری بردوام   |  | بی‌تخلص، بی‌نسب، بی‌نام، می‌ماندیم ما  |
| گر نمی‌دیدیم ما از کودکی آغوشِ گرم    |  | از محبت بی‌خبر، ناکام می‌ماندیم ما   |
| گر به چشمِ ما نمی‌دوشید مادر شیرِ خویش |  | کورِ مادرزاد در ایام می‌ماندیم ما    |
| گر نمی‌آموختیم از زن ره و رسمِ ادب    |  | بدگهر، بدذات، بدفرجام، می‌ماندیم ما |
| زن اگر آتش نمیشد، خانه‌ی ما سرد بود  |  | بی چراغ روشنی در شام می‌ماندیم ما   |
| گر کلامِ اولین از زن نمی‌آموختیم      |  | لب فروبسته همه چون لام می‌ماندیم ما |
| آتش زن بود که ما سوختیم و ساختیم    |  | ورنه چون سنگ سرِ اهرام می‌ماندیم ما  |